# 谷岡登
谷岡 登（たにおか のぼる、1894年12月17日 - 1974年11月22日）は、日本の学校経営者。大阪城東大学（現・大阪商業大学）初代学長、学校法人谷岡学園理事長などを務めた。

## 経歴
奈良県磯城郡朝倉村黒崎（現・桜井市黒崎）に、谷岡角松・きんの長男（弟四人、妹二人）として生まれた。谷岡家は、三町歩の田畑と山林を所有する裕福な農家で、父は村の総代を務める地域の有力者であり、製粉所の経営も行う実業家であった。生来の負けず嫌いから小学校では首席だった。それ以外にも生家の隣にある大日寺の住職から論語や四書を習い、少し長じて長谷寺方丈の漢学院で漢学を学んだ。1920年、常岡米蔵の長女・花枝と結婚。妻と兵庫県武庫郡住吉村呉田（現・神戸市東灘区住吉南町）に居を構え、大阪府西成郡役所に勤務。1921年4月、関西大学専門部法律学科に特科生として入学し、当時の福島学舎へ通った。呉田に郵便局がなかったので郵便局設置の許可をとり、1922年11月、自ら郵便局長となる。実際の業務は妻が一手に引き受け、自身は勉学に励む傍ら同大学の教務課職員として働いた。1924年3月、関西大学専門部を卒業。1927年、その年にできた計理士法により、計理士の資格を取得。中之島に会計事務所を開設。関東大震災後の混乱を目の当たりにし、学校教育の重要性を痛感。学校経営に生涯を捧げることを決意する。1928年、大阪城東商業学校を創立。同年4月、同校初代校長に就任。以来学校経営に努め、現在の谷岡学園の基礎を築いた。また、大阪府私学総連合理事、布施市会議員などを歴任し、私学振興と市政発展にも貢献した。1974年、逝去。享年79歳。

## 家族・親族
谷岡家
奈良県磯城郡朝倉村黒崎（現・桜井市黒崎）
- 父・角松
- 母・きん
  - 妻・花枝
  - 子・太郎（谷岡学園総長）
    - 孫・郁子（至学館大学学長、元参議院議員）
    - 同・一郎（谷岡学園理事長）